# Leptasthenura
Genre
Le genre Leptasthenura regroupe dix espèces de passereaux appartenant à la famille des Furnariidae.

## Liste des espèces
D'après la classification de référence du Congrès ornithologique international (ordre phylogénique) :
- Synallaxe à tête brune — Leptasthenura fuliginiceps
- Synallaxe de la Plata — Leptasthenura platensis
- Synallaxe mésange — Leptasthenura aegithaloides
- Synallaxe striolé — Leptasthenura striolata
- Synallaxe couronné — Leptasthenura pileata
- Synallaxe à gorge rayée — Leptasthenura xenothorax
- Synallaxe strié — Leptasthenura striata
- Synallaxe des Andes — Leptasthenura andicola
- Synallaxe à filets — Leptasthenura setaria